# Răzvan Arnăut
Răzvan Arnăut (n. 28 septembrie 1998, Constanța, România) este un luptător român specializat în lupte greco-romane.

## Carieră
În anul 2021 el a cucerit medalia de bronz la categoria 60 de kilograme la Campionatele Europene de lupte de la Varșovia.
În 2024, la Europenele de la București, Arnăut a obținut din nou bronzul la greco-romane categoria 60 de kilograme. În același an a participat la Jocurile Olimpice de la Paris unde s-a clasat pe locul 9.

## Legături externe
- Materiale media legate de Răzvan Arnăut la Wikimedia Commons
- Răzvan Arnăut la Comitetul Olimpic și Sportiv Român (arhivat)
- Profil Arhivat în 14 iulie 2015, la Wayback Machine. la Federația Internațională de Lupte Amatori (FILA)
- Profil olimpic la Comitetul Olimpic Internațional